# Cuartel general imperial subterráneo de Matsushiro
El cuartel general imperial subterráneo de Matsushiro (松代大本営跡 Matsushiro Daihon'ei Ato, "Sede del cuartel general de Matsushiro") era un gran complejo subterráneo de búnkeres construido durante la Segunda Guerra Mundial en la ciudad de Matsushiro, que ahora es un suburbio de Nagano, en Japón. La instalación se construyó para que los órganos centrales del gobierno del Japón imperial pudieran ser transferidos allí. En su construcción, tres montañas que eran simbólicas del municipio de Matsushiro fueron dañadas.
Partes de las cuevas están abiertas al público hoy en día y son operadas como una atracción turística por Nagano.

## Proyecto
La construcción comenzó el 11 de noviembre de 1944, y continuó hasta la rendición de Japón el 15 de agosto de 1945. La construcción se completó en un 75% para el final de la guerra, con 5.900 metros cuadrados de espacio (60.000 metros cúbicos de volumen) excavados. Entre 7.000 y 10.000 trabajadores coreanos esclavos se utilizaron para construir el complejo, y se estima que 1.500 de ellos murieron. Cuarenta y seis coreanos desaparecieron el 15 de agosto de 1945, cuando Japón se rindió. El proyecto costó 200.000.000 de yenes.

## Estructura

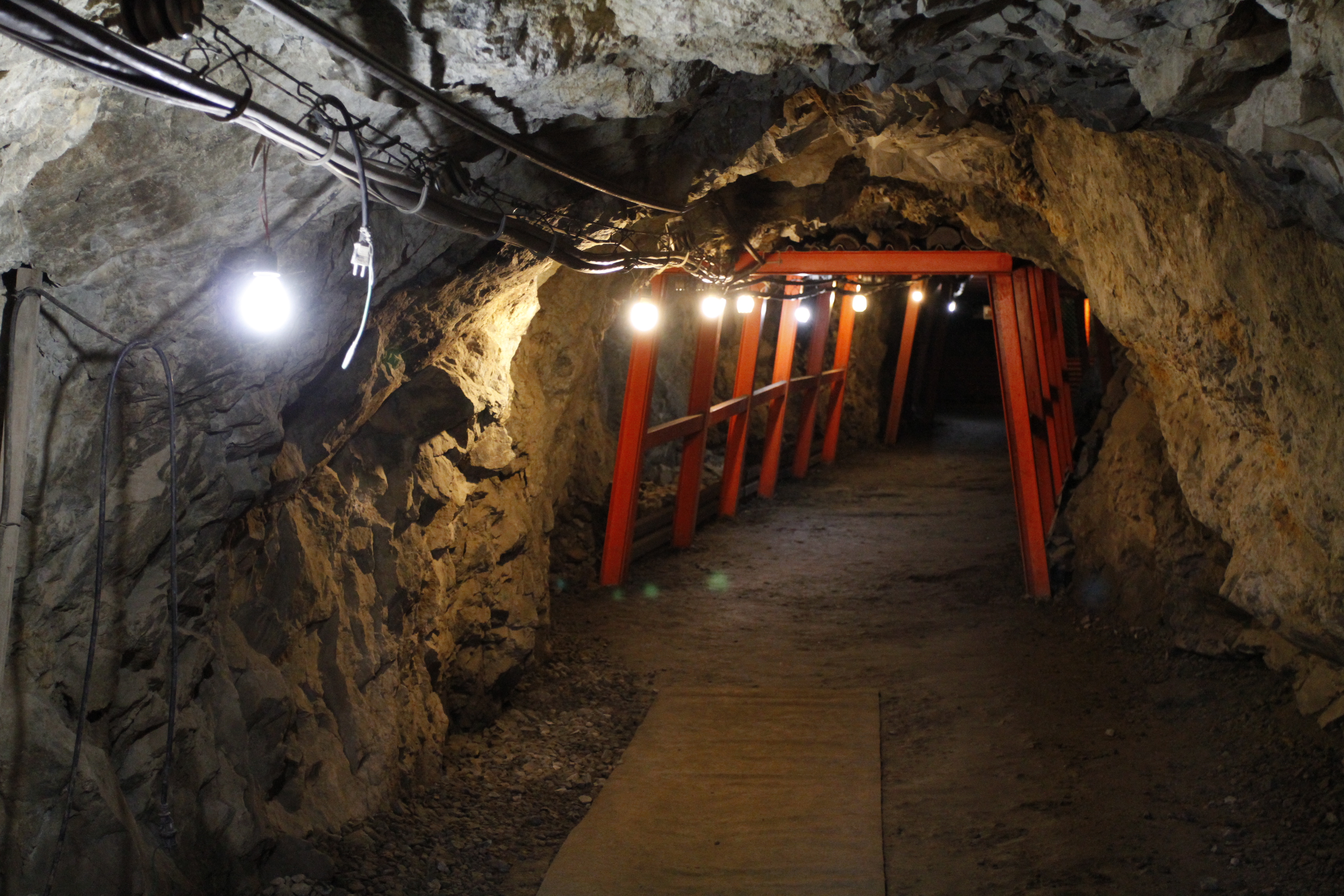
Vista del interior.

El complejo tenía una serie de túneles interconectados por debajo de varias montañas. Las instalaciones para el Cuartel General Imperial y las funciones del palacio fueron construidas bajo el monte Maizuru; las comunicaciones militares bajo el monte Saijo; las agencias gubernamentales, la Corporación Radiodifusora de Japón (NHK) y las instalaciones telefónicas centrales bajo el monte Zōzan; las residencias de la familia imperial bajo el monte Minakami, y el Santuario Imperial bajo el monte Kōbō.

## Propósito
El propósito original del complejo era servir como sede alternativa para el Cuartel General Imperial. Sin embargo, en marzo de 1945, se emitieron órdenes secretas para agregar un palacio al complejo. Yoshijirō Umezu informó al emperador Hirohito sobre la construcción del complejo en mayo, pero no le dijo que contenía un palacio. El plan era trasladar al Emperador al complejo en un tren blindado. Cuando se le informó sobre la existencia del palacio en julio, Hirohito se negó dos veces a mudarse. Se ha sugerido que se negó porque ir a Matsushiro habría aislado al Emperador y habría permitido al ejército gobernar en su nombre, garantizando efectivamente que continuaría la guerra hasta "extremos suicidas".
El ejército compró la tierra a través de agencias gubernamentales. Dado que el mantenimiento del gusano de seda era muy rentable en ese momento, la adquisición de los campos de moras se realizó basándose en tres precios diferentes según la productividad de la tierra. La tierra se consideró inútil después de la guerra y su valor se redujo a la mitad del precio por el que fue adquirida. 130 de aproximadamente 500 familias fueron evacuadas para la construcción, que fue dirigida por el Mando Oriental del Ejército Imperial. La agricultura en sí estaba permitida, por lo que los agricultores y sus dependientes se quedaron en las casas de los parientes cercanas. Para ocultar el alcance de la evacuación, las casas de las familias evacuadas se dejaron como estaban y se permitió que las familias se fueran sólo con tres tatamis. Después de la guerra, el 9 de noviembre, algunos regresaron a sus casas y comenzaron las reparaciones.
La primera explosión se produjo el 11 de noviembre de 1944 y el trabajo comenzó a partir de entonces. Se usó dinamita y los restos se eliminaron principalmente a través del trabajo humano. En total, 7.000 coreanos y 3.000 japoneses trabajaron en tres turnos de ocho horas y luego dos turnos de doce horas en el sitio. Aparte de lo anterior, un estimado adicional de 120.000 trabajadores de la Compañía Nishimatsu, 79.600 voluntarios laborales, 157.000 subcontratistas de las compañías Nishimatsu y Kajima, y 254.000 trabajadores coreanos estuvieron involucrados en el proyecto. Sin embargo, con tres cuartas partes de las instalaciones terminadas, el trabajo se detuvo el 15 de agosto debido a la rendición.

## Santuario imperial
Se implementó un plan para trasladar los Tesoros Imperiales de Japón del Santuario Imperial de Tokio a Matsushiro. Inicialmente, el santuario de reemplazo se planeó en los túneles del monte Maizuru.
Sin embargo, la unidad a cargo del santuario no tenía ni idea de cómo construir uno. El profesor de ingeniería de la Universidad de Tokio, el soldado de primera clase Katsukazu Sekino, fue puesto al mando. El cuartel general solicitó el consejo de otros profesores. Siguiendo las instrucciones de uno de ellos, los túneles se dividieron en formas de rayos para reducir el impacto de las bombas. Los "japoneses de sangre pura" provinieron de jóvenes en la sucursal de Atami de los institutos de capacitación del Ministerio de Ferrocarriles. El trabajo comenzó en julio de 1944, pero se detuvo poco después.

## Túnel naval
La Armada Imperial Japonesa se opuso a la idea de pelear una batalla en territorio japonés. No obstante, se le asignó un plan para construir un túnel en junio de 1945. La 300.ª División de Yokosuka se dedicó a construir hangares de aeronaves que enviaron la mitad de su fuerza para construir el túnel naval. Estaba previsto que tuviera una longitud de 3,5 km y que estuviera a 16 km del resto del complejo en Matsushiro. La capacidad del túnel era para aproximadamente 1.000 personas. El grupo logró cavar 100 metros en el suelo antes de la rendición.

## Mujeres de consuelo
Alrededor de los refugios, había tres burdeles con cuatro o cinco mujeres de consuelo coreanas que las atendían. Sin embargo, estos no estaban destinados a los soldados, sino principalmente a los supervisores de mayor rango dentro de las filas de los trabajadores coreanos. Sin embargo, se rumorea que se reprendió a los niños por mirar a soldados en camiones y mujeres en lo que parecía ser ropa china.
Entre estas instalaciones, había una sala de entretenimiento para el personal femenino de una empresa local. Tras su liquidación en 1938, en septiembre de 1944 se convirtió en un lugar de alojamiento para los trabajadores. Para prevenir problemas con las mujeres locales, fue utilizado como una estación de confort. En noviembre, una familia coreana de cinco y tres mujeres que no podían hablar en japonés, que supuestamente fueron traídas por las autoridades coreanas para consolar a los trabajadores coreanos, iniciaron una instalación de juego en las instalaciones. Después de la guerra, la familia y otros se fueron a casa.

## Localización
El comandante Masataka Ida del Ministerio de Guerra de Japón y más tarde famoso por el incidente de Kyūjō, propuso la ubicación. Luego de que el personal general lo aprobara, el Ministerio de Ferrocarriles realizó un relevamiento del área, finalizando los planes para construir el complejo. Seis ventajas de la ubicación se señalaron en la propuesta inicial:
1. El área plana más ancha en Honshu, con una pista de aterrizaje cercana;
2. Sustrato sólido adecuado para la excavación y la capacidad de soportar bombas de 10 toneladas;
3. Completamente rodeado de montañas, pero con una superficie plana suficiente para la construcción subterránea;
4. Abundancia de mano de obra (más tarde probada falsa);
5. Los residentes de la prefectura de Nagano eran personas ingenuas y no revelarían secretos.
6. El antiguo nombre de Nagano, Shinshū, es un homófono de la Tierra de Dios y, por lo tanto, fue considerado auspicioso.

Esta propuesta involucró principalmente la creación de búnkeres para el ejército en todo el archipiélago japonés. Posteriormente, el primer ministro Tojo Hideki amplió el proyecto para acomodar la transferencia del gobierno.
Si bien el proyecto era un secreto operacional en forma de almacén, según una declaración de un trabajador japonés local, abundaban los rumores en las aldeas y pueblos circundantes de que el emperador venía a la ciudad. La causa de los rumores fueron las enormes cantidades de carga que llegaban a los trenes.

## Después de la guerra
Después de la rendición de Japón, la mayoría de los documentos relacionados con el complejo de Matsushiro fueron destruidos. Como resultado, se sabe muy poco acerca de la construcción del día a día de la instalación.
En 1946, una asociación budista local recibió permiso para convertir lo que iba a ser el palacio imperial en un orfanato. En 1947, los planes para convertir todo el complejo en un orfanato para los huérfanos de guerra se debatieron pero no se implementaron. La Agencia Meteorológica estableció una oficina sismográfica en el edificio de concreto en el monte Maizuru. Se instalaron varios sismógrafos y equipos, lo que la convirtió en la oficina más grande de este tipo en Japón.
En 1967, el Centro de Terremotos de Matsushiro se construyó en parte de las ruinas del monte Maizuru tras un terremoto local. En 1990, las partes del búnker del monte Zōzan fueron inauguradas por el Municipio de Nagano y la Universidad de Shinshu estableció un observatorio astronómico en el interior. Posteriormente, el departamento de turismo de la misma oficina abrió más de los complejos.
La ciudad de Nagano pasó muchos años tratando de atraer los Juegos Olímpicos, culminando con su exitosa candidatura para organizar los Juegos Olímpicos de Invierno de 1998. Durante el período de licitación y nuevamente durante los juegos, los activistas por la paz acusaron a la ciudad de Nagano y al Comité Organizador de Nagano (NAOC) de enterrar el pasado. Masako Yamane señaló que, "justo el otro día, las autoridades bloquearon las entradas a los refugios subterráneos con cercas, a pesar de las solicitudes de que el cuartel general del Imperio General debería conservarse y dejarse abierto al público. Temen que perjudique sus posibilidades de consigue un Juegos Olímpicos para ir a Nagano. Están tratando de quitarse un velo sobre la era Shōwa. Es inexcusable ".
Durante los juegos, el complejo se omitió en todos los mapas y la información turística que se transmite a los visitantes. Los activistas por la paz pidieron a la NAOC que incluyera las cuevas en la lista de lugares interesantes para visitar en Nagano, pero sus solicitudes quedaron sin respuesta.
El complejo de hoy es administrado por la oficina de turismo de la ciudad de Nagano. La mayoría de las cuevas están cerradas al público: solo los primeros 500 metros de las instalaciones del monte Zōzan están abiertas. La rendición de Japón, la mayoría de los documentos relacionados con el complejo de Matsushiro fueron destruidos. Como resultado, se sabe muy poco acerca de la construcción del día a día de la instalación.